# Ingenieursnotatie
De ingenieursnotatie of technische notatie is een bijzondere vorm van de wetenschappelijke notatie, waarin een decimaal getal genoteerd wordt met 1, 2 of 3 cijfers voor de komma en een macht van 10 als factor waarbij de exponent een drievoud is. Het getal {\displaystyle x} wordt dus genoteerd in de vorm:
{\displaystyle x=\pm s\cdot 10^{\pm w}}
waarin de exponent {\displaystyle w} een drievoud is en de mantisse {\displaystyle s} (ook wel significant genoemd) ligt in het interval van 1 tot en met 999,9999..., zoals beschreven in het internationale eenhedenstelsel SI. Dit in tegenstelling tot de gebruikelijke wetenschappelijke notatie waarbij de significant ligt in het interval van 1 tot en met 9,9999... In de ingenieursnotatie komen bijvoorbeeld de getallen 3,8∙103, 56,7∙106 en 458,9∙10−9 voor, maar niet een uitdrukking als 2,5678∙102.
Doordat de exponent een drievoud is, kan deze direct worden omgezet in een SI-prefix. Bijvoorbeeld: 123∙106 watt komt overeen met 123 megawatt.
Zoals de naam al laat zien, wordt de ingenieursnotatie vooral in de techniek gebruikt.
Veel rekenmachines kunnen schakelen tussen de verschillende weergavevormen van getallen. De gebruikelijke wetenschappelijke notatie, met een significant in één decade, wordt dan bijvoorbeeld aangeduid met SCI en de ingenieursnotatie, waarbij de significant in drie decaden kan liggen, met ENG.